# U 98 (U-Boot, 1940)
U 98 war ein deutsches U-Boot der Typ VII C, das im Zweiten Weltkrieg von der deutschen Kriegsmarine eingesetzt wurde.

## Geschichte
Der Auftrag für das Boot wurde am 30. Mai 1938 an die Germaniawerft in Kiel vergeben. Die Kiellegung erfolgte am 27. September 1939, der Stapellauf am 31. August 1940, die Indienststellung unter Kapitänleutnant Robert Gysae fand schließlich am 12. Oktober 1940 statt. Im Gegensatz zu vielen deutschen U-Booten seiner Zeit führte U 98 kein bootsspezifisches Emblem oder Wappen, da sich die Besatzung dagegen entschieden hatte um eine Identifizierung des Bootes beim Zusammentreffen mit gegnerischen Kräften zu erschweren. Wie bei fast allen U-Booten, die der 7. U-Flottille angehörten, befand sich aber deren Flottillenzeichen am Turm: Ein schnaubender Stier, der an den Angriff Günther Priens auf den Heimathafen der britischen Home Fleet, Scapa Flow, erinnerte.
Das Boot gehörte nach seiner Indienststellung am 12. Oktober 1940 bis zum 28. Februar 1941 als Ausbildungsboot zur 7. U-Flottille in Kiel. Nach der Ausbildungszeit gehörte es vom 1. März 1941 bis zu seiner Versenkung am 15. November 1942 als Frontboot zur 7. U-Flottille in St. Nazaire.

## Einsatzstatistik
U 98 lief während seiner Dienstzeit zu neun Unternehmungen aus, auf denen elf Schiffe mit 59.427 BRT versenkt wurden.

### Erste Unternehmung
Das Boot lief am 12. März 1941 um 9.30 Uhr von Kiel aus und lief am 14. April 1941 um 9.35 Uhr in Lorient ein. Auf dieser 32 Tage dauernden und zirka 5.000 sm über und 252 sm unter Wasser langen Unternehmung in den Nordatlantik, westlich von Irland, wurden vier Schiffe mit 15.588 BRT versenkt.
- 27. März 1941: Versenkung des britischen Dampfers Koranton (Lage) mit 6.695 BRT. Der Dampfer wurde durch einen Torpedo versenkt. Er hatte 9.769 t Roheisen geladen und befand sich auf dem Weg von Philadelphia über Sydney nach Hull. Das Schiff war ein Nachzügler der Konvoi SC-25 mit 32 Schiffen. Es war ein Totalverlust mit 34 Toten.
- 4. April 1941: Versenkung des norwegischen Dampfers Helle (Lage) mit 2.467 BRT.  Der Dampfer wurde durch einen Torpedo versenkt. Er hatte 3500 t Stahl sowie 2.600 t Papier geladen und war auf dem Weg von Saint John nach London. Das Schiff gehörte zum Konvoi SC-26 mit 24 Schiffen. Es gab keine Verluste, 24 Überlebende.
- 4. April 1941: Versenkung des britischen Dampfers Wellcombe (Lage) mit 5.122 BRT.  Der Dampfer wurde durch einen Torpedo versenkt. Er hatte 7.900 t Getreide geladen und war auf dem Weg von Baltimore über Halifax nach Loch Ewe. Das Schiff gehörte zum Konvoi SC-26. Es gab 20 Tote und 21 Überlebende.
- 9. April 1941: Versenkung des niederländischen Dampfers Prins Willem II (Lage) mit 1.304 BRT. Der Dampfer wurde durch einen Torpedo versenkt. Er hatte 2.020 t Zucker geladen und befand sich auf dem Weg von Demerara nach London. Das Schiff gehörte zum Konvoi HX-117. Es gab sieben Tote und 28 Überlebende.

### Zweite Unternehmung
Das Boot lief am 1. Mai 1941 um 20.30 Uhr von Lorient aus und lief am 29. Mai 1941 um 20.00 Uhr in St. Nazaire ein. U 98 lief am 2. Mai 1941 wegen Kupplungsschaden wieder in Lorient ein, und am 5. Mai 1941 wieder aus. Auf dieser 26 Tage langen und zirka 5.800 sm über und 100 sm unter Wasser langen Unternehmung in den Nordatlantik, südöstlich von Kap Farewell und Grönland, wurden drei Schiffe mit 23.307 BRT versenkt.
- 13. Mai 1941: Versenkung des britischen Hilfskreuzers HMS Salopian (F. 94) (Lage) mit 10.549 BRT. Das Schiff wurde durch vier Torpedos versenkt. Das Schiff gehörte zur Bewachung des Konvoi SC-30 mit 28 Schiffen. Es gab 278 Überlebende.
- 20. Mai 1941: Versenkung des britischen Dampfers Rothermere (Lage) mit 5.356 BRT. Der Dampfer wurde durch zwei Torpedos versenkt. Er hatte 1.998 t Stahl sowie 4.750 t Papier geladen und befand sich auf dem Weg von Bootwood (Neufundland) über Halifax (Nova Scotia) nach London. Das Schiff gehörte zum Konvoi HX-126 mit 29 Schiffen. Es gab 21 Tote und 35 Überlebende.
- 21. Mai 1941: Versenkung des britischen  Dampfers Marconi (Lage) mit 7.402 BRT. Der Dampfer wurde durch einen Torpedo versenkt. Er fuhr in Ballast und war auf dem Weg von Manchester nach Rio Grande und River Plate (Argentinien). Das Schiff gehörte zum Konvoi OB-322 mit 38 Schiffen. Es gab 22 Tote und 56 Überlebende.

### Dritte Unternehmung
Das Boot lief am 23. Juni 1941 um 16.47 Uhr von St. Nazaire aus und lief am 23. Juli 1941 um 17.55 Uhr wieder dort ein. Auf dieser 30 Tage dauernden und zirka 5.600 sm langen Unternehmung in den Mittelatlantik, westlich von Spanien, dem Nordatlantik und der Biscaya, wurden zwei Schiffe mit 10.842 BRT versenkt.
- 9. Juli 1941: Versenkung des britischen Dampfers Designer (Lage) mit 5.945 BRT. Der Dampfer wurde durch einen Torpedo versenkt. Er hatte Militärgüter und Post an Bord und war auf dem Weg von Ellesmere Port nach Kapstadt. Das Schiff gehörte zum Konvoi OB-341 mit 45 Schiffen. Es gab 67 Tote und elf Überlebende.
- 9. Juli 1941: Versenkung des britischen Dampfers Inverness (Lage) mit 4.897 BRT. Der Dampfer wurde durch zwei Torpedos versenkt. Er hatte 4.000 t Militärgüter geladen und befand sich auf dem Weg von Liverpool nach Kapstadt (Südafrika) und den Mittleren Osten. Das Schiff gehörte zum Konvoi OB-341. Es gab sechs Tote und 37 Überlebende.

### Vierte Unternehmung
Das Boot lief am 31. August 1941 um 13.00 Uhr von St. Nazaire aus und lief am 26. September 1941 um 12.30 Uhr wieder ein. Auf dieser 26 Tage dauernden und zirka 5.000 sm langen Unternehmung in den Nordatlantik, nordwestlich der Hebriden, wurde ein Schiff mit 4.392 BRT versenkt. U 98 gehörte zur Gruppe mit dem Tarnnamen „Seewolf“.
- 16. September 1941: Versenkung des britischen Motorschiffes Jedmoor (Lage) mit 4.392 BRT. Das Schiff wurde durch einen Torpedo versenkt. Es hatte 7.400 t Eisenerz geladen und befand sich auf dem Weg von Santos über Sydney (Nova Scotia) nach Glasgow. Das Schiff war ein Nachzügler des Konvoi SC-42 mit 65 Schiffen. Es gab 31 Tote und fünf Überlebende.

### Fünfte Unternehmung
Das Boot lief am 29. Oktober 1941 um 13.20 Uhr von St. Nazaire aus und lief am 29. November 1941 um 15.00 Uhr wieder dort ein. Auf dieser 31 Tage dauernden und zirka 5.100 sm über und 166 sm unter Wasser langen Unternehmung in den Nordatlantik und westlich von Spanien, wurden keine Schiffe versenkt oder beschädigt. U 98 gehörte zu den Gruppen mit dem Tarnnamen „Störtebecker“ und „Gödecke“.

### Sechste Unternehmung
Das Boot lief am 18. Januar 1942 um 17.13 Uhr von St. Nazaire aus und lief am 27. Februar 1942 um 12.45 Uhr wieder dort ein. Auf dieser 40 Tage dauernden und zirka 6.000 sm über und 192 sm unter Wasser langen Unternehmung in den Westatlantik, der Neufundlandbank und Nova Scotia, wurde ein Schiff mit 5.298 BRT versenkt.
- 15. Februar 1942: Versenkung des britischen Dampfers Biela (Lage) mit 5.298 BRT. Der Dampfer wurde durch drei Torpedos versenkt. Er hatte Stückgut geladen und befand sich auf dem Weg von Liverpool nach Buenos Aires (Argentinien). Das Schiff gehörte zum aufgelösten Konvoi ON-62 mit 34 Schiffen. Es war ein Totalverlust mit 49 Toten.

### Siebente Unternehmung
Das Boot lief am 31. März 1942 um 18.00 Uhr von St. Nazaire aus und lief am 6. Juni 1942 um 8.50 Uhr wieder dort ein. U 98 wurde am 20. April 1942 von U 459 mit Proviant, und am 23. April 1942 ebenfalls von U 459 35 m³ Brennstoff versorgt. Es gab am 23. Mai 1942 an U 578 Maschinenteile ab. Auf dieser 68 Tage dauernden und zirka 9.300 sm über und 621 sm unter Wasser langen Unternehmung in den Westatlantik, der Ostküste der USA und den kanadischen Küstengewässern, wurden keine Schiffe versenkt oder beschädigt.

### Achte Unternehmung
Das Boot lief am 14. Juli 1942 um 19.56 Uhr von St. Nazaire aus und lief am 16. September 1942 um 18.20 Uhr wieder dort ein. U 98 wurde am 4. September 1942 von U 462 mit 26,5 m³ Brennstoff und Proviant versorgt. Auf dieser 64 Tage dauernden und zirka 8.500 sm über und 628 sm unter Wasser langen Unternehmung in den Westatlantik, an der Ostküste der USA, bei der am 9. August 1942 zwölf TMB II Minen vor Jacksonville gelegt wurden, und südlich von Kap Hatteras, wurden keine Schiffe versenkt oder beschädigt.

### Neunte Unternehmung
Das Boot lief am 22. Oktober 1942 von St. Nazaire aus und wurde am 15. November 1942 versenkt. Auf dieser 25 Tage dauernden Unternehmung in den Nordatlantik und westlich von Gibraltar, wurden keine Schiffe versenkt oder beschädigt. U 98 gehörte zur Gruppe mit dem Tarnnamen „Natter“.

## Verbleib
Das Boot wurde am 15. November 1942 im Atlantik westlich von Gibraltar durch Wasserbomben des britischen Zerstörers HMS Wrestler auf der Position 36° 9′ N, 7° 42′ W im Marine-Planquadrat CG 9445 versenkt. Es war ein Totalverlust mit 46 Toten.